# L'attrazione (singolo)
L'attrazione è un singolo del cantante italiano Gianni Morandi, pubblicato il 15 novembre 2024 come primo estratto dall'album omonimo.

## Descrizione
Il brano vede Morandi tornare a collaborare con Jovanotti, autore e compositore del brano con Michele Canova Iorfida. Jovanotti ha raccontato il significato del brano:

## Accoglienza
Alessandro Alicandri di TV Sorrisi e Canzoni afferma che le sonorità del brano abbaino «sembra uscito da una ballad italiana degli anni 60 che si trasforma poi un allegro e ritmato brano pop», in cui si riscontrano sia Morandi e Jovanotti nel testo poiché «sono spiriti liberi, persone che hanno voglia di scoprire e conoscere il mondo e quella libertà concessa non diventa mai l'opposto del sentimento, ma la sua sublimazione».

## Video musicale
Il video musicale, diretto da Leandro Manuel Emede e girato nella sede centrale di ALTEC, è stato pubblicato in concomitanza del lancio del singolo sul canale YouTube del cantante.

## Tracce
Testi di Lorenzo Cherubini, musiche di Lorenzo Cherubini e Michele Canova Iorfida.
1. L'attrazione – 3:55